# Ira Ishida
Ira Ishida (japanisch 石田 衣良; * 28. März 1960 in Edogawa, Tōkyō) ist ein japanischer Schriftsteller und Gesellschaftskritiker. Er wurde insbesondere durch die Krimi- und Jugendromanreihe Ikebukuro West Gate Park (池袋ウエストゲートパーク) bekannt, die mehrfach verfilmt und für Fernsehen und Bühne adaptiert wurde. Für seinen Roman 4TEEN erhielt er 2003 den renommierten Naoki-Preis.

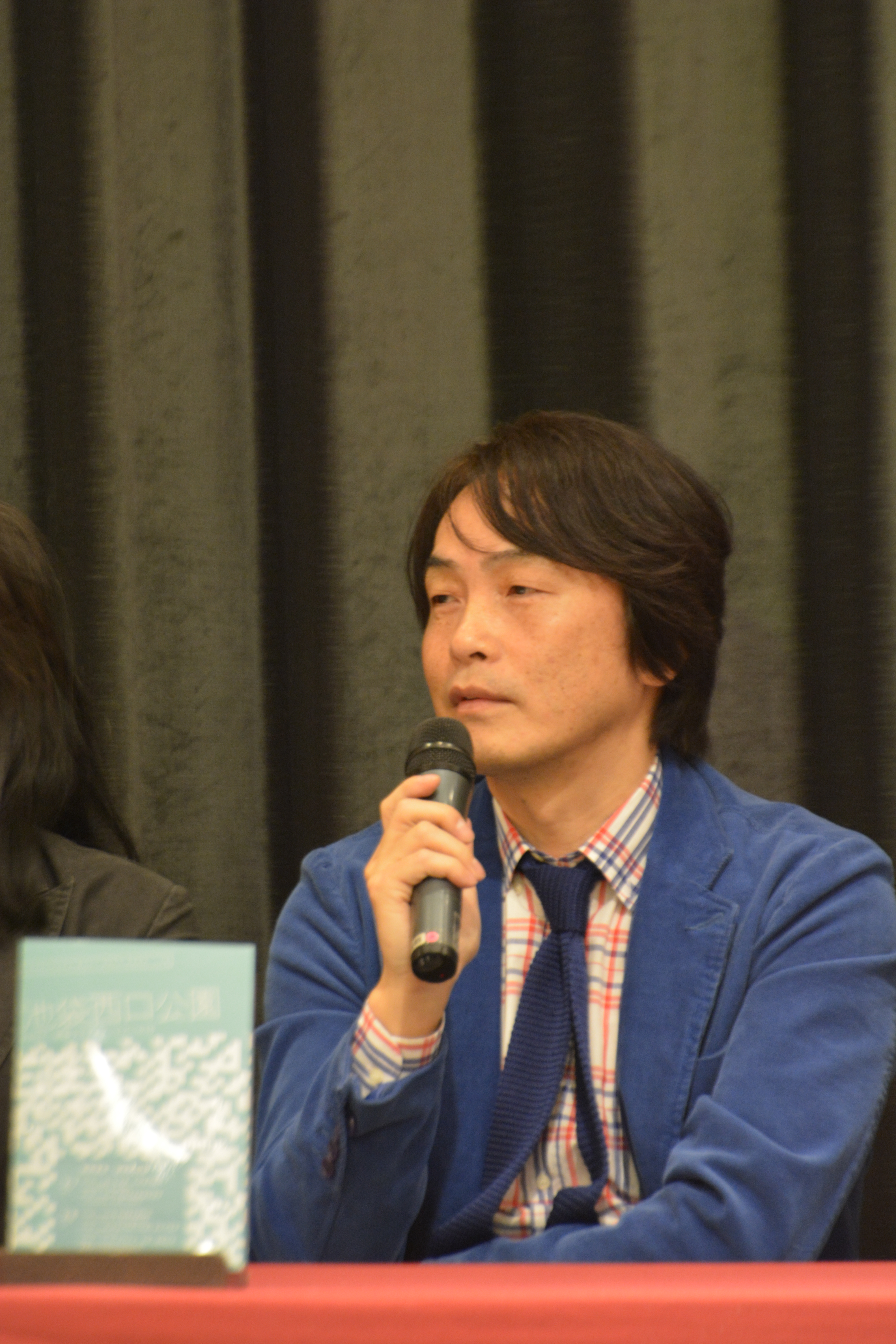
Ira Ishida, 2014

## Leben
Ishida las schon als Kind leidenschaftlich gern und besuchte täglich die Bibliothek. Besonders fasziniert war er von Science-Fiction und Kriminalromanen, etwa von Arthur C. Clarke und Isaac Asimov. Nach dem Besuch der Städtischen Tōkyō Ryōgoku Oberschule studierte er Wirtschaftswissenschaften an der Seikei-Universität, wo er 1984 seinen Abschluss machte. Es folgte eine Phase als Freiberufler, ehe er nach dem Tod seiner Mutter eine Stelle als Werbetexter annahm. Später arbeitete er als freier Copywriter.
Erst mit 36 Jahren entschied sich Ishida, Schriftsteller zu werden. Sein literarisches Debüt gab er 1997 mit Ikebukuro West Gate Park, das den All-Yomimono-Nachwuchspreis für Kriminalromane (オール讀物推理小説新人賞) gewann. Für 4TEEN wurde ihm 2003 der Naoki-Preis verliehen, nachdem er mit früheren Werken bereits mehrfach nominiert gewesen war. 2006 erhielt er für Nemurenu shinjū (眠れぬ真珠, Die schlaflose Perle) den Shimase-Preis für Liebesgeschichten.
Ishida gilt als einer der produktivsten Schriftsteller Japans und ist bekannt für seine Vielseitigkeit, schnelle Schreibweise und starke Figurenzeichnung. Viele seiner Romane greifen aktuelle gesellschaftliche Themen auf, etwa Jugendarbeitslosigkeit, soziale Ausgrenzung, sexuelle Identität oder die Lebensrealität von Minderheiten. Besonders die Serien Ikebukuro West Gate Park, 4TEEN/6TEEN sowie LAST verbinden Gesellschaftskritik mit unterhaltsamer Handlung. Seine Darstellung von Jugendlichen, sozial benachteiligten Gruppen und LGBTQ+-Personen ist empathisch und oft emanzipatorisch: Die betroffenen Figuren treffen eigene Entscheidungen, statt als passive Opfer zu erscheinen.
Neben gesellschaftskritischen Romanen verfasste Ishida auch Essays und Kolumnen, in denen er sich offen zu politischen Themen äußert. Seine Haltung gilt als links-liberal und feministisch geprägt. In Japan, wo viele Kulturschaffende politische Zurückhaltung üben, nimmt Ishida eine eher ungewöhnlich offene Position ein. Er engagiert sich gegen Diskriminierung, insbesondere gegenüber sexuellen Minderheiten. Am Transgender Day of Remembrance im November 2024 gehörte er zu den 51 Autorinnen und Autoren, die in einer gemeinsamen Erklärung betonten, dass „Literatur sich nicht an Diskriminierung oder Unterdrückung beteiligen darf.“
2013 begann er mit dem elektronischen Serienroman Sakashima – Tōjima shinchūkan yōsei kōkō no kettō (SAKASHIMA -東島進駐官養成高校の決闘, SAKASHIMA – Das Duell an der Ausbildungshochschule für Besatzungsoffiziere von Tōjima) auf der Plattform E★エブリスタ. Zwischen 2015 und 2017 gab er die Online-Zeitschrift Shōsetsuka to sugosu nichiyōbi (小説家と過ごす日曜日, Ein Sonntag mit einem Romanautor) heraus, in der er regelmäßig neue Texte veröffentlicht. Zwischen 2017 und 2021 betrieb er einen interaktiven Online-Blog mit dem Titel Ishida Ira to ‘ura’ meicho ajiwau bungaku saron – Abunai dokushokai (石田衣良と「裏」名著を味わう文学サロン 危ない読書会, Literatursalon: Verborgene Meisterwerke mit Ira Ishida genießen – Der gefährliche Lesekreis).
2024 kritisierte er öffentlich den Komiker Hitoshi Matsumoto wegen Vorwürfen sexualisierter Gewalt und forderte Reue und Verantwortung gegenüber den betroffenen Frauen. In Korea, wo viele seiner Werke veröffentlicht wurden, verfasste Ishida Vorworte mit explizit versöhnlicher Haltung zur japanisch-koreanischen Vergangenheit und äußerte Verständnis für kritische Stimmen gegenüber Japan. Diese Positionierung brachte ihm Anerkennung insbesondere in der LGBTQ+- und feministischen Community ein.

## Werke (Auswahl)

### Romane
- Ikebukuro West Gate Park (池袋ウエストゲートパーク), 1998 ff.
  - franz. Ikebukuro West Gate Park, Vol. I, 2005, ISBN 978-2877307765, Vol. II, 2009, ISBN 978-2809701555, Vol. III, 2010, ISBN 978-2809701555
- Utsukushii kodomo (うつくしい子ども, Das schöne Kind), 1999
- Shōnen (娼年, Callboy), 2001
  - franz. Call-Boy, 2016, ISBN 978-2809711776
- 4TEEN (フォーティーン), 2003
- Nemurenu shinjū (眠れぬ真珠, Die schlaflose Perle), 2006
- Hokuto: aru satsujinsha no kaishin (北斗 ある殺人者の回心, Hokuto – Die Reue eines Mörders), 2012
- Fushichō shōnen: Andī Takeshi no Tōkyō daikūshū (不死鳥少年 アンディ・タケシの東京大空襲, Der Phönixjunge: Wie Andy Takeshi den Großen Luftangriff auf Tōkyō erlebte), 2019
  - franz. L'enfant phoenix – ou le bombardement de Tokyo vecu par Andy, 2021, ISBN 978-2353482108

### Essays und Kolumnen
- Kimi wa daijōbu? (君はダイジョブ？, Geht's dir gut?), 2013
- Shōsetsuka to sugosu nichiyōbi (小説家と過ごす日曜日, Sonntag mit einem Romancier), 2016

### Film, TV-Serien (Auswahl)
- Ikebukuro West Gate Park (池袋ウエストゲートパーク) – TV-Serie (2000), Anime (2020)
- Shōnen (娼年, Callboy) – Film (2018), Theateradaption (2016)
- Hokuto (北斗) – TV-Serie (2017)

## Auszeichnungen (Auswahl)
- 1997 – All-Yomimono-Nachwuchspreis für Kriminalromane für Ikebukuro West Gate Park
- 2003 – Naoki-Preis für 4TEEN
- 2006 – Shimase-Preis für Liebesgeschichten für Nemurenu shinjū
- 2013 – Chūōkōron-Literaturpreis für Hokuto

Quelle: World of Literary Prizes